# The Mira Hong Kong
The Mira Hong Kong es un hotel en Tsim Sha Tsui, Hong Kong. Cuenta con 492 habitaciones y suites, seis restaurantes y bares y un centro de spa. Fue renovado en 2009 y se convirtió en libre de humo en 2011.
El hotel es propiedad de Miramar Hotel and Investment. Fue diseñado por el arquitecto Edmond Wong, los interiores fueron diseñados por el "gurú del estilo de vida" Colin Cowie.

## Historia
Desde después de 1911 hasta 1925, el sitio fue ocupado por el Club de Recreio (西洋 波 會). El Club luego se mudó a su ubicación actual en King's Park a lo largo de Calle Gascoigne.
El hotel se llamaba anteriormente Hotel Miramar . Se inauguró en 1948, con 32 habitaciones, como el primer hotel de posguerra de Hong Kong. Una importante expansión en 1953 agregó 160 nuevas habitaciones. Fue comprado en 1957 a una misión española por los fundadores de Miramar Hotel and Investment Company, Limited. Se construyó un ala nueva en dos fases, aumentando el número de habitaciones a 380 en 1973.
La gran inauguración del hotel renovado y rediseñado tuvo lugar el 17 de septiembre de 2009.
En 2013, después de huir de Hawáii, Edward Snowden se quedó en The Mira cuando anunció que había filtrado documentos clasificados de la Agencia de Seguridad Nacional (NSA). El cortometraje Verax presenta el hotel. El presupuesto de la película incluía una estancia de una noche en The Mira, el artículo más caro del presupuesto.
El 21 de enero de 2019, una ventana del hotel se cayó y mató a un transeúnte que caminaba por Nathan Road.